# اوموت بوزوک
اوموت بوزوک (انگلیسی: Umut Bozok؛ زادهٔ ۱۹ سپتامبر ۱۹۹۶) بازیکن فوتبال اهل فرانسه است.
از باشگاه‌هایی که در آن بازی کرده‌است می‌توان به باشگاه فوتبال نیم المپیک و باشگاه فوتبال لوریان اشاره کرد.
وی همچنین در تیم‌های ملی فوتبال Turkey national under-17 football team، جوانان ترکیه، و زیر ۲۱ سال ترکیه بازی کرده‌است.